# Джон Касаветис
Джон Касаветис (на английски: John Cassavetes) е американски актьор, сценарист и режисьор.

## Биография
Роден е на 9 декември 1929 г. в семейство на гръцки емигранти.
Женен е за актрисата Джина Роуландс, баща е на режисьора Ник Касаветис. Има още две деца – Александра и Зои. Смятан е за пионер в жанра Американ синема верите (American cinema verité), характеризиращ се с голямата свобода за импровизация на актьорите и реалистичния начин на заснемане, наблягащ на емоционалните състояния на персонажите.
Умира на 3 февруари 1989 г. от цироза на черния дроб.

## Творчество
Във филмите си залага на играта на свои любими актьори. Заедно със съпругата си Джина Роуландс има заснети десет филма – A Child Is Waiting (1963), Faces (1968), Gloria (1980), Love Streams (1984), Minnie and Moskowitz (1971), Opening Night (1977), A Woman Under the Influence (1974), Intoccabili, Gli (1968), Two-Minute Warning (1976) и Tempest (1982). Друг любим негов актьор и приятел е Бен Газара, който участва в пет филма – Husbands (1970), Capone (1975), If It's Tuesday, This Must Be Belgium (1969), Opening Night (1977) и The Killing of a Chinese Bookie (1976). Работи и с Питър Фолк, известен още и от криминалния сериал „Инспектор Коломбо“, за който Касаветис дори режисира една серия – Columbo: Étude in Black (1972). Фолк участва в общо шест филма – Husbands (1970), Intoccabili, Gli (1968), Mikey and Nicky (1976), Opening Night (1977), Big Trouble (1986), A Woman Under the Influence (1974).

## Филмография

### Като режисьор
| година | филм                              | оригинално заглавие             | бележки |
| ------ | --------------------------------- | ------------------------------- | ------- |
| 1959   | Сенки                             | Shadows                         |         |
| 1961   | Закъснял блус                     | Too Late Blues                  |         |
| 1963   | Детето чака                       | A Child Is Waiting              |         |
| 1968   | Лица                              | Faces                           |         |
| 1970   | Съпрузи                           | Husbands                        |         |
| 1971   | Мини и Московиц                   | Minnie and Moskowitz            |         |
| 1974   | Жена под влияние                  | A Woman Under the Influence     |         |
| 1976   | Убийството на китайския букмейкър | The Killing of a Chinese Bookie |         |
| 1977   | Премиера                          | Opening Night                   |         |
| 1980   | Глория                            | Gloria                          |         |
| 1984   | Любовни потоци                    | Love Streams                    |         |
| 1986   | Големи неприятности               | Big Trouble                     |         |

Като актьор
- „Мръсната дузина“ („The Dirty Dozen“, 1967)
- „Бебето на Розмари“ („Rosemary's Baby“, 1968)
- „Премиера“ („Opening Night“, 1977)
- „Любовни потоци“ („Love Streams“, 1984)